# دیوانه سینما
دیوانهٔ سینما (انگلیسی: Movie Crazy) فیلمی در ژانر کمدی رمانتیک به کارگردانی کلاید براکمن و هارولد لوید است که در سال ۱۹۳۲ منتشر شد.

## بازیگران
- هارولد لوید
- کنستانس کامینگز
- هارولد گودوین
- نوآ یانگ
- لوسی بومانت
- لوئیس کلاسر هیل
- رابرت مک‌وید
- مری دوران
- کنث تامسون
- آرتور هاوسمن
- گریدی ساتن
- اِلینور وَندِرویر
- گاس لئونارد
- والاس هاو